# Пам'ятник митрополитові Василю Липківському (Тернопіль)
Пам'ятник митрополитові Василю (Липківському) — пам'ятник митрополитові Української автокефальної православної церкви Василю Липківському в місті Тернополі (Україна). Пам'ятка історії місцевого значення, охоронний номер 1698.
Це перший і поки що єдиний в Україні пам'ятник митрополитові.

## Опис
Пам'ятник вбудований у стіні церкви Різдва Христового на вулиці Руській, 22.
У підніжжі золотистим кольором є напис «Митрополит Василь Липківський. До 2000-ліття Різдва Христового ісповідникам і новомученикам УАПЦ».

## З історії пам'ятника
Встановлений 2000 року за ініціативи митрополита Мефодія, коштом релігійної громади УАПЦ.